# Georges Bourguignon
Pour les articles homonymes, voir Bourguignon.
Alfred Georges Bourguignon, né le 6 août 1876 dans le 6e arrondissement de Paris, ville où il est mort le  19 janvier 1963 dans le 5e arrondissement, est un médecin et neurophysiologiste clinicien français. 

## Biographie
On lui doit l'application en électrodiagnostic du concept de chronaxie décrit chez l'animal par Louis Lapicque. Il est le père du psychiatre André Bourguignon (1920-1996) et le grand-père de la comédienne Anémone ainsi que du micro-biologiste des sols  Claude Bourguignon.
Après des études secondaires aux lycées Montaigne et Louis-le-Grand et au collège Sainte-Barbe, il entreprend ses études médicales à Paris. Durant son internat, il a notamment pour maîtres Fulgence Raymond (1844-1910), Édouard Brissaud (1852-1909) et Anatole Chauffard (1855-1932) et prépare, à l'Institut Pasteur, une thèse de doctorat en médecine sur les formes microbiennes du champignon du muguet qu'il soutient en 1906. Parallèlement il acquiert une formation scientifique à la Sorbonne, fréquentant le laboratoire du physiologiste Albert Dastre (1844-1917) et s'orientant vers les applications médicales de l'électricité sous l'influence d'Arsonval.
En 1914 il prend la succession du professeur Ernest Huet (1858-1917) à la tête du laboratoire central d'électro-radiothérapie à l'hôpital de la Salpêtrière, poste qu'il occupera jusqu'en 1935.
Au début de la Première Guerre mondiale, il participe à la bataille de Charleroi (21-23 août 1914) où il est fait prisonnier. Après sa libération, il est affecté, jusqu'à la fin de la guerre, au centre neurologique de Rennes. Démobilisé, il reprend son activité en neurophysiologie clinique à la Salpêtrière. Il est aussi directeur du laboratoire d'électrophysiologie de l'École pratique des hautes études de 1931 à 1943. En 1940, il est élu membre à l'Académie de médecine.

### L'application de la chronaxie par Bourguignon
Dans sa thèse ès sciences naturelles, La Chronaxie chez l'homme, publiée en 1923, Bourguignon s'intéresse à la mesure de l’excitabilité électrique des nerfs et des muscles. Il emploie le concept de chronaxie développé en 1909 par le neurophysiologiste Louis Lapicque et l'applique chez l'être humain. Bourguignon considère notamment que la chronaxie du nerf vestibulaire permet de distinguer les personnalités émotives des autres. Dans son cabinet privé du 5e arrondissement de Paris, il reçoit une centaine d'hommes venus consulter pour impuissance sexuelle, sur lesquels il emploie la chronaxie comme outil diagnostique afin de séparer les impuissances d'origine psychogènes d’autres causalités organiques ou hormonales.

## Publications
- Formes microbiennes du champignon du muguet (morphologie et pathologie expérimentale) (1906)
- Chronaxies des nerfs sensitifs rachidiens du membre supérieur de l'homme (1922)
- Expériences sur l'introduction de l'ion iode par électrolyse chez l'homme, et son élimination par les urines (1922)
- La chronaxie chez l'homme : étude de physiologie générale, normale et pathologique des systèmes neuro-musculaires et sensitifs (1923)
- Exposé des titres et travaux scientifiques de Georges Bourguignon (1923)
- Phosphènes locaux et phosphènes à distance : égalité des chronaxies correspondantes (1926)
- Un cas d'hémiplégie ancienne très amélioré par l'ionisation calcique transcérébrale, avec Emile Juster (1926)
- Etudes sur la circulation de l'influx nerveux dans l'arc réflexe, par Anghel Radovici (1927)
- Traité de physiologie normale et pathologique, par Léon Binet (1929)
- Réflexes plantaires directs et croisés dissociés dans un cas de monoplégie crurale : Chronaxie et lois des réflexes (1930)
- Différences apparentes d'actions polaires et localisation de l'excitation de fermeture dans la maladie de Thomsen, avec Henri Laugier (1930)
- Exposé des titres et travaux scientifiques du docteur Georges Bourguignon (1931)
- Appendice à l'exposé des titres et travaux scientifiques de 1931 (1937)
- Iser Solomon (1880-1939), par Antoine Béclère (1939)
- Notice complémentaire des exposés de 1931 et 1937 sur les titres et travaux (1941)
- La Salpêtrière : causerie faite au dîner des Parisiens de Paris du 20 mars 1933 (1943)[6]